# Orjolklasse
De Orjolklasse was een door de Sovjet-Unie geplande klasse van supervliegdekschepen in de jaren 1970. Het plan heette Project 1153 Orjol (Russisch: Проект 1153 Орёл) en moest de marine van de Sovjet-Unie grote vliegdekschepen bezorgen die zich met de Amerikaanse konden meten.
Orjol is Russisch voor arend. Het schip zou oorspronkelijk een waterverplaatsing van 75 à 80.000 ton, kernaandrijving en een stoomkatapult krijgen. Er zouden een zeventigtal gevechtsvliegtuigen op kunnen, waaronder MiG-23K's en Su-25K's. Het plan was begonnen in 1973 onder minister van defensie Gretsjko. Diens opvolger, maarschalk Oestinov, vond het te duur waarna de plannen werden hertekend tot een schip van 60.000 ton met vijftig vliegtuigen. Het plan was nog steeds te duur en het hele project werd in 1983 geannuleerd. In de jaren 1980 leidde het nog wel tot de Oeljanovskklasse. De bouw van een schip in die klasse werd in 1988 aangevangen maar uiteindelijk gestaakt.